# Lùnapop
Lùnapop (Лунапоп) — італійська поп-рок група, виступала між 1999—2001 роками.

## Історія
В 1999 році Lùnapop випустили свій єдиний ... Squérez?, який мав комерційний успіх. ... Squérez? став третім самим продаваним альбомом в Італії у 2000 році, Lùnapop виграли нагороди: як найкраща група Італії, найкращий альбом, і найкращого новачка у 2000 році. Lùnapop також були номіновані у 2000 році на MTV Europe Music Award, і виграли нагороду на Festivalbar.
Lùnapop розпалися в 2001 році.

## Дискографія

### Альбоми
- 1999: ...Squérez?

### Сингли
- 1999: "50 special"
- 2000: "Un giorno migliore"
- 2000: "Qualcosa di grande"
- 2000: "Se ci sarai"
- 2001: "Resta con me"
- 2001: "Vorrei"